# KV1
KV1 무덤은 이집트 왕가의 계곡에 위치한 제20왕조 시기의 파라오 람세스 7세의 무덤이다. 고대부터 외부에 노출된 상태였으나 제대로 된 발굴은 이뤄지지 않다가, 1984년~1985년에 에드윈 브로크의 주도로 조사 및 정리가 이뤄졌다. 룩소르 서안지대에 위치한 단일한 복도 구조의 작은 무덤으로 제20왕조 대의 다른 무덤보다 규모가 협소한 편이다.

## 무덤 구조
직선 축을 따라 배치된 구조를 띄고 있으며 제20왕조 시기의 일반적인 무덤 구조이다. 람세스 3세 이래 후대 파라오들은 같은 무덤 구조를 지녔으며 내부 장식 벽화 역시 거의 같은 방식으로 꾸며졌다. 입구, 통로, 석관묘실, 맨 끝의 작은 방으로 이뤄진 4단 구조이다.
람세스 7세는 즉위 7년 만에 사망했다. 석관묘실을 원래 설계보다 확대하고자 무덤 끝에 이어지는 방을 파내려가다 작업을 중단한 흔적이 남아 있다.

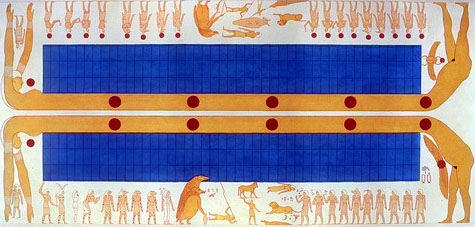
KV1 무덤 내부 천장을 장식하는 하늘의 여신 누트의 이중 벽화

무덤 통로의 장식 벽화로는 관문의 서, 동굴의 서, 대지의 서를 그려넣었다. 묘실의 벽화로는 대지의 서의 한 장면이 장식되어 있다. 벽화 양식과 주제로는 전임 파라오였던 람세스 6세의 무덤, KV9와 유사하지만, 석관실 내부 천장에는 하늘의 여신 누트의 이중 벽화가 그려져 있어 지난 왕조의 파라오 무덤에서 사용됐던 양식을 반영하였다.
묘실 안쪽 바위에 움푹 파인 곳이 있고 그 위에 대략 카르투슈 모양의 거꾸로 된 돌 상자가 놓여 있다. 이로서 KV1은 왕가의 계곡에 있는 왕릉 가운데 석관을 가장 마지막으로 사용한 무덤으로 남게 되었으며, 이후의 모든 매장은 구덩이를 더 깊이 파서 뚜껑을 씌우는 식으로 이뤄졌다. 무덤 자체는 고대에 도굴되어 부장품은 남아있지 않고, 미라 역시 소실된 것으로 추정되나, '왕가 은신처'로 쓰인 DB320 무덤에서 람세스 7세의 이름이 새겨진 4개의 잔이 다른 파라오의 유해와 함께 발견된 적은 있다.

## 고대의 방문

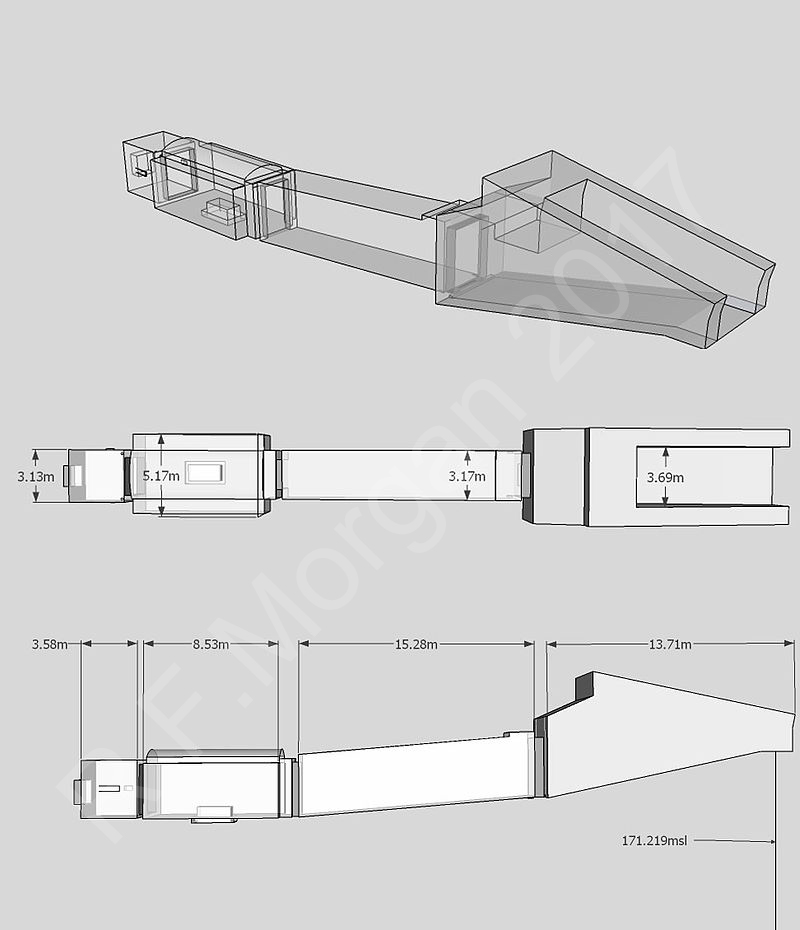
KV1의 투영도, 평면도, 입면도

람세스 7세의 무덤은 일찍이 이곳을 찾은 고대의 방문객에게 노출되어 있었던 11개 무덤 중 하나였다. 이에 대한 증거로 KV1 내부에 고대 그리스와 고대 로마 시대의 방문객들이 남긴 132개의 낙서가 발견되었다. 나중에는 콥트인 수도사들이 들어가 살기도 했다.
이곳을 처음 방문한 유럽인 중 한 명인 리처드 포코크는 1743년 <이집트 조사>라는 책을 통해 무덤을 소개하고 그 이름을 'A무덤' (Tomb A)로 명명하였다.
나폴레옹의 이집트 원정에 동행한 학자들이 왕가의 계곡을 조사하고 남긴 보고서에는 KV1을 "1번 무덤" (1er Tombeau)이라 명명하였다.

## 발굴 조사

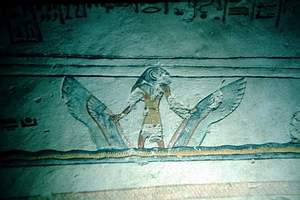
람세스 7세의 소카르

1950년대 들어 무덤 내부가 정리되었으나 따로 보고서로 남겨지지는 않았다. 1983년부터 에드윈 브로크 (Edwin Brock)가 캐나다 로열 온타리오 박물관의 자금 지원을 받아 발굴조사에 나서 묘실 바닥을 세세히 발굴했고, 10년 후에는 무덤 입구를 발굴했다. 1994년 고고학 최고 평의회는 KV1의 벽을 청소하고 석고로 균열을 보수했다. 이 과정에서 고대에 새겨졌던 낙서 역시 석고로 덮여 가려졌다.
발굴 당시 발견된 유물로는 나무 조각, 방해석과 파이앙스 재질의 샤브티스, 무덤 벽화를 그리는 인부가 스케치용으로 쓴 것으로 보이는 오스트라카 (도기 파편), 꽃 화환, 당대 도기 파편 여러 점이 있었다.

## 문학
- Hornung, E., 외. Zwei Ramessidische Königsgräber: 람세스 4세. und Ramses VII, 1990, Mainz am Rhein, P. von Zabern.
- Reeves, N & Wilkinson, RH The Complete Valley of the Kings, 1996, Thames and Hudson, London
- Siliotti, A. 왕가의 계곡과 Theban 묘지 및 사원 안내, 1996, AA Gaddis, 카이로